# Hrabství Carlow
Hrabství Carlow (irsky Contae Cheatharlach, anglicky County Carlow) je irské hrabství, nacházející se na jihovýchodě země v bývalé provincii Leinster. Sousedí s hrabstvími Laois a Kildare na severu, s hrabstvím Wicklow na severovýchodě, s hrabstvím Wexford na jihovýchodě a s hrabstvím Kilkenny na jihozápadě.
Hlavním městem hrabství je Carlow, postavené na řece Barrow. Hrabství má rozlohu 896 km² a žije v něm přibližně 57 tisíc obyvatel.
Dvoupísmenná zkratka hrabství, používaná zejména na SPZ, je CW.